# Gottfried Benneweis
Gottfried Carl Heinrich Wilhelm Benneweis født Binneweitz (18. juni 1865 i Tistrup, død 20. oktober 1933 i København) var en dansk cirkusdirektør.
Gottfried Benneweis var søn af den tyske musiker August Wilhelm Binneweis (1839-1887) som turnerede i Danmark fra 1858 til 1862 med et orkester kaldet Braunschweiger Bergcapelle. Da orkestret blev opløst, blev han i Danmark, hvor han i 1865 blev gift med Charlotte Altenburg. Samme år fik de sønnen Gottfried. Familien ernærede sig som omrejsende musikanter.
Gottfried Binneweis giftede sig i 1887 med Marie Bruun (ca.1867-1935). Samme år fik Benneweis (ændringen af stavemåden kan skyldes fejlskrift i et offentligt register) af politiet i Vordingborg tilladelse til at optræde som artist og musiker. Det blev starten på Cirkus Benneweis, som har turneret lige siden. Cirkus Benneweis blev grundlagt 13. juli 1887.
Da Gottfried Benneweis døde i 1933, blev hans søn Ferdinand Benneweis (1888-1945) cirkusdirektør for Cirkus Benneweis.